# Багратионовский сквер
Багратио́новский сквер — сквер в Адмиралтейском районе Санкт-Петербурга. Расположен вдоль улицы Марата внутри квартала, ограниченного нею, Звенигородской улицей, набережной Обводного канала и Подъездным переулком.

## История
Сквер был создан на месте Семёновского плаца в 1950-х годах, одновременно с садом Театра юных зрителей на другой стороне улицы Марата.
7 сентября 2012 года в центре сквера был открыт памятник герою Отечественной войны 1812 года П. И. Багратиону. Памятник генералу Багратиону был открыт в день 200-летия со дня начала Бородинского сражения; выбор места для установки памятника обусловлен тем, что у Семёновского плаца (на Звенигородской, позже на Рузовской улице) находились казармы Егерского полка, которым командовал Багратион. Монумент выполнен скульпторами Я. Нейманом, М. Аннануровым и архитектором Г. Челбогашевым. Бронзовая скульптура высотой около 4,5 м помещена на постамент из приозерского гранита.
1 марта 2013 года этот безымянный сквер был назван Багратионовским.

Памятник П. И. Багратиону в Багратионовском сквере